# Paul van der Heijden

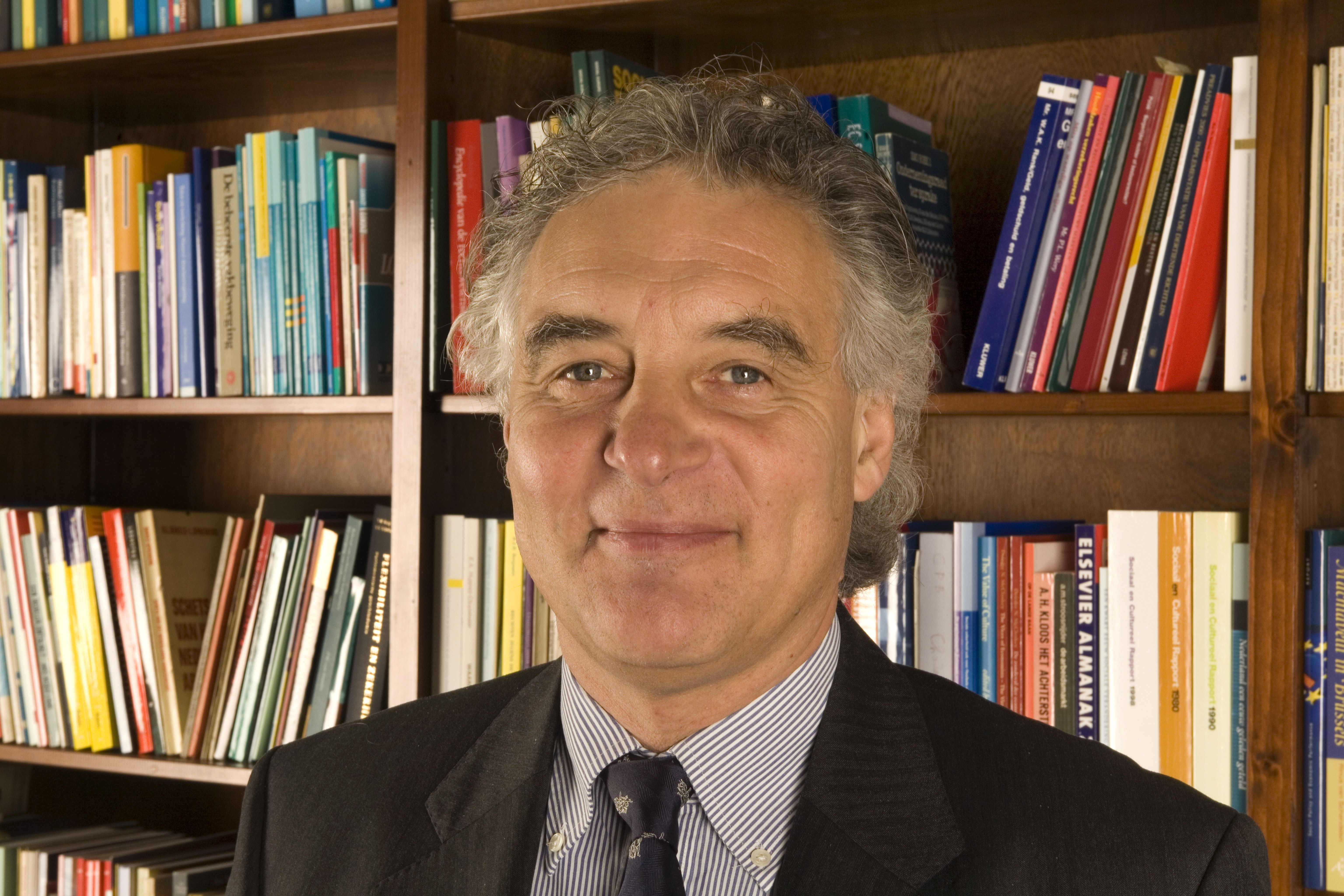
Paul van der Heijden

Paul Franciscus van der Heijden (* 18. September 1949 in Utrecht) ist ein niederländischer Rechtswissenschaftler.

## Leben
Van der Heijden studierte Rechtswissenschaften an der Universität Amsterdam, wo er 1975 seinen akademischen Abschluss als Master der Rechte absolvierte. Am 12. September 1984 promovierte er an der Universität Leiden mit der Abhandlung „A fair trial in labour law?“ (Kluwer, Deventer 1984) zum Doktor. Ab 1985 arbeitete er als Richter am Landgericht in Amsterdam, erhielt 1987 eine Professur der Rechte an der Universität Groningen und 1990 an der Universität Amsterdam eine Professur für Arbeitsrecht, wo er auch Dekan der juristischen Fakultät war. Er war in Amsterdam Direktor des Hugo Sinzheimer Forschungsinstituts  für Arbeitsrecht und Vorsitzender des Amsterdamer interdisziplinären Instituts für fortschrittliche Arbeitsstudien. 2002 wurde er Rektor der Amsterdamer Alma Mater und wechselte am 8. Februar 2007 auf die gleiche Stelle an der Universität Leiden. Diese Stelle hat er Februar 2013 aufgegeben und sich seinen wissenschaftlichen Arbeiten wieder zugewendet.
Van der Heijdens wissenschaftliche Arbeiten beschäftigen sich mit Arbeitsverträgen, Grundlagen des Arbeitsrechts, die Grundrechte der gemeinsamen Politik und der öffentlichen Verwaltung. Sie erschienen in den niederländischen und ausländischen juristischen Fachjournalen. Die Themen lauteten beispielsweise De waarde(n) van het sociaal recht (mit F.M. Noordam, 2001; frei Deutsch übersetzt: Die Werte der sozialen Gerechtigkeit.) und Rol en betekenis van de rechtsontwikkeling in de ILO (Kluwer, 1999; frei Deutsch übersetzt: Die Rolle und Bedeutung der rechtlichen Entwicklung in der  [ILO]). Zudem machte er in Büchern einem breiten Publikum seine Arbeiten bekannt. So wären hier die Publikationen Westenwind: Van werknemersinvloed naar aandeelhoudersmacht (Balans, 2004, frei übersetzt: Westwind: vom Arbeitnehmereinfluss zur Aktionärsmacht) und  Changes in work and the future of labour law in Europe (Oxford University Press, 2001, frei übersetzt: Die Veränderungen in der Arbeitsorganisation und die Zukunft des Arbeitsrechts in Europa) zu nennen.
Er ist zudem Mitglied vieler rechtlicher Organisationen. Seit 2003 ist er Mitglied der Königlich-Niederländischen Akademie der Wissenschaften. Außerdem bekleidet er die Jean-Monnet-Professur des europäischen Rechts an der Universität Bielefeld, ist beratendes Mitglied der europäischen Kommission in Brüssel, war von 1995 bis 2002 Leiter der Delegation des Königreichs der Niederlande bei der internationalen Arbeitskonferenz in Genf und von 1998 bis 2000 Vorsitzender des Ausschusses für die Durchführungen der Vereinbarungen und Empfehlungen bei der Völkerrechtskommission (ILC).